# Distocambarus hunteri
Distocambarus hunteri är en kräftdjursart som beskrevs av Fitzpatrick och Eversole 1997. Distocambarus hunteri ingår i släktet Distocambarus och familjen Cambaridae. IUCN kategoriserar arten globalt som sårbar. Inga underarter finns listade i Catalogue of Life.